# موعد مع المجهول (مسلسل)
موعد مع المجهول هو مسلسل مغربي من إخراج حسن الواحدي سنة 2004، وبطولة كل من سعد التسولي، فاطمة خير، الهاشمي بن عمرو، عمر السيد، محمد الخياري، عبد الإله عاجل، وغيرهم.
استغرق تصوير المسلسل مدة أربعة أشهر في مدينة الدار البيضاء وتم تنفيذ 95 ديكورا لتصوير أحداث، كما شارك فيه عدد كبير من نجوم المسرح والتلفزيون المغاربة، وصل عددهم إلى أكثر من 183 ممثلاً، وهي المرة الأولى التي يشارك هذا العدد الكبير من الممثلين في عمل تلفزيوني مغربي.

## قصة المسلسل
يعالج المسلسل مجموعة من القضايا الاجتماعية من قبيل الانحراف والغش والتزوير والخيانة، كما يتطرق لحياة شرائح مختلفة من المجتمع المغربي.

## طاقم التمثيل
- سعد التسولي : زهير
- فاطمة خير : إلهام
- الهاشمي بن عمرو : الحاج عبد الغفور
- نعيمة إلياس : الغالية
- عبد اللطيف هلال : المهدي
- نفيسة الدكالي : غيثة
- يوسف الجندي : المحامي يوسف
- هند السعديدي : سعاد
- محمد ضفار : المختار
- سناء عكرود : الزوهرة
- ياسين أحجام : مروان
- فاطمة النوالي : ارحيمو
- فاطمة وشاي : التايكة
- عزيز الحطاب : المحجوب
- حنان الإبراهيمي : حبيبة
- مصطفى السلاوي : عبد الفتاح
- نجوم الزوهرة : الزاهية
- أسية اعليجات : نادية
- عمر السيد : المخنتر
- عبد الإله عاجل : فاروق
- ميلود الحبشي : مصطفى
- محمد الخياري : جلال
- أحمد كارس : البوهالي / زعيم العصابة
- ادريس حدادي : جلول
- محمد عاطفي : البوزنيني
- محمد حراكة : الدينامو
- عبد الرحيم المنياري : بن هدي
- عبد الله بوجيدة : علي
- حسن فولان : معيزو
- خالد المركة : رابح
- رضوان كينانة : عروب
- عبد الكبير حزيران : عميد الشرطة
- محمد كافي : المفتش السعداوي
- محمد الأثير : المفتش العبادي
- صلاح ديزان : القاضي
- أحمد الرداني : وكيل الملك
- حسن ميكيات : عسيلة
- مصطفى هنيني : عبد الخالق
- علي أبو علي : سليمان
- زكرياء عاطفي : زريقة
- محمد برطال : الطاوس
- عبد القادر عيزون : الهاشمي